# Arguspriset för humaniora
Arguspriset för humaniora är ett svenskt pris som Kungliga Humanistiska Vetenskapssamfundet i Uppsala tilldelar "en person eller en organisation som på ett förtjänstfullt sätt har manifesterat humanioras värde och betydelse för en bredare allmänhet." Prissumman är 100 000 kronor.

## Pristagare
- 2008: Olle Josephson[4]
- 2010: Christer Åsberg[5]
- 2011: Hans Furuhagen[1]
- 2012: Nathan Shachar[1]
- 2013: Patrik Hadenius[6]
- 2014: Jan Stolpe[1]
- 2015: Ola Larsmo[2]
- 2017: Bitte Hammargren[3]
- 2018: Niklas Orrenius[7]
- 2023: Mikael Parkvall[8]
- 2024: Sara Lövestam[9]